# کشتی شترها

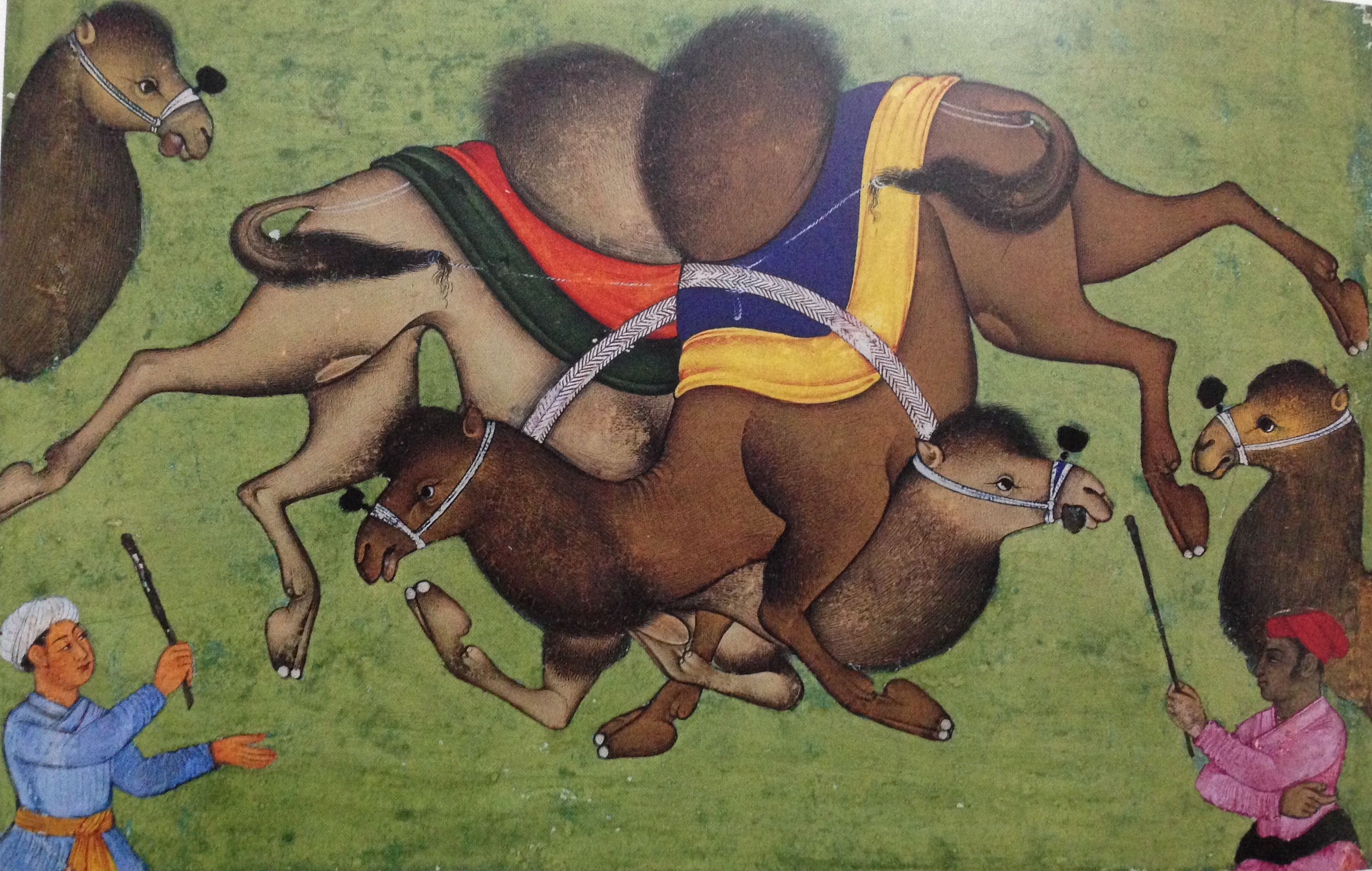
شترهای در حال جنگ، هند مغول، حوالی ۱۶۸۰. کتابخانه ملی فرانسه، پاریس.

کشتی شترها (ترکی استانبولی: deve güreşi) رویدادی است که در آن دو شتر دورگهٔ نر، در پاسخ به حضور یک شتر ماده فحله در جلوی آنها، با هم کشتی می‌‌گیرند. این رویداد در منطقه دریای اژه ترکیه رایج است، اما در سایر مناطق خاورمیانه و جنوب آسیا نیز انجام می‌شود.

## تاریخچه
جنگ شترها در میان قبایل ترک باستان بیش از هزار سال پیش آغاز شد.   شترها در طبیعت نیز کشتی می‌گیرند.  در دهه ۱۹۲۰، لیگ هوانوردی ملی ترکیه برای خرید هواپیما برای دولت ترکیه، کشتی شترها را به عنوان روش جمع‌آوری کمک مالی برگزار کرد.  دولت ترکیه در دهه ۱۹۲۰شروع به ممنوع کردن این کار کرد و آن را به عنوان یک رویه بسیار عقب مانده توصیف کرد. در دهه ۱۹۸۰، دولت جدید ترکیه شروع به تشویق این مسابقات به عنوان بخشی از فرهنگ تاریخی ترکیه کرد. 

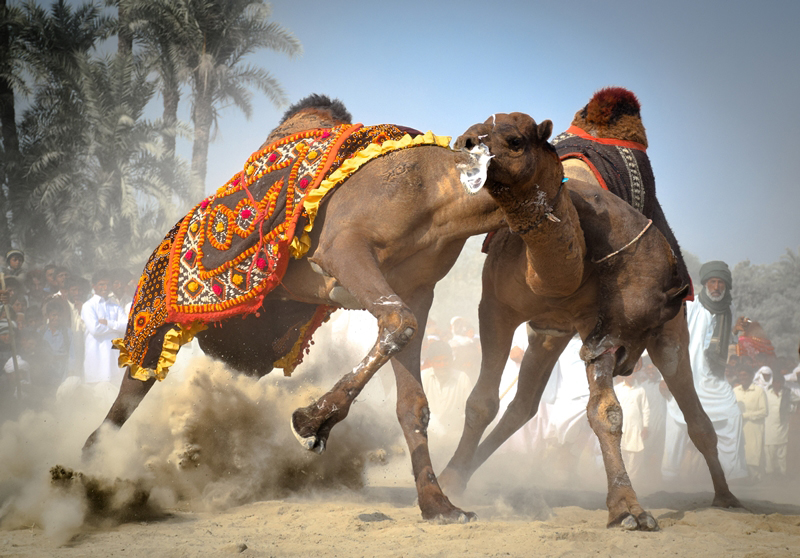

## جزئیات رویداد

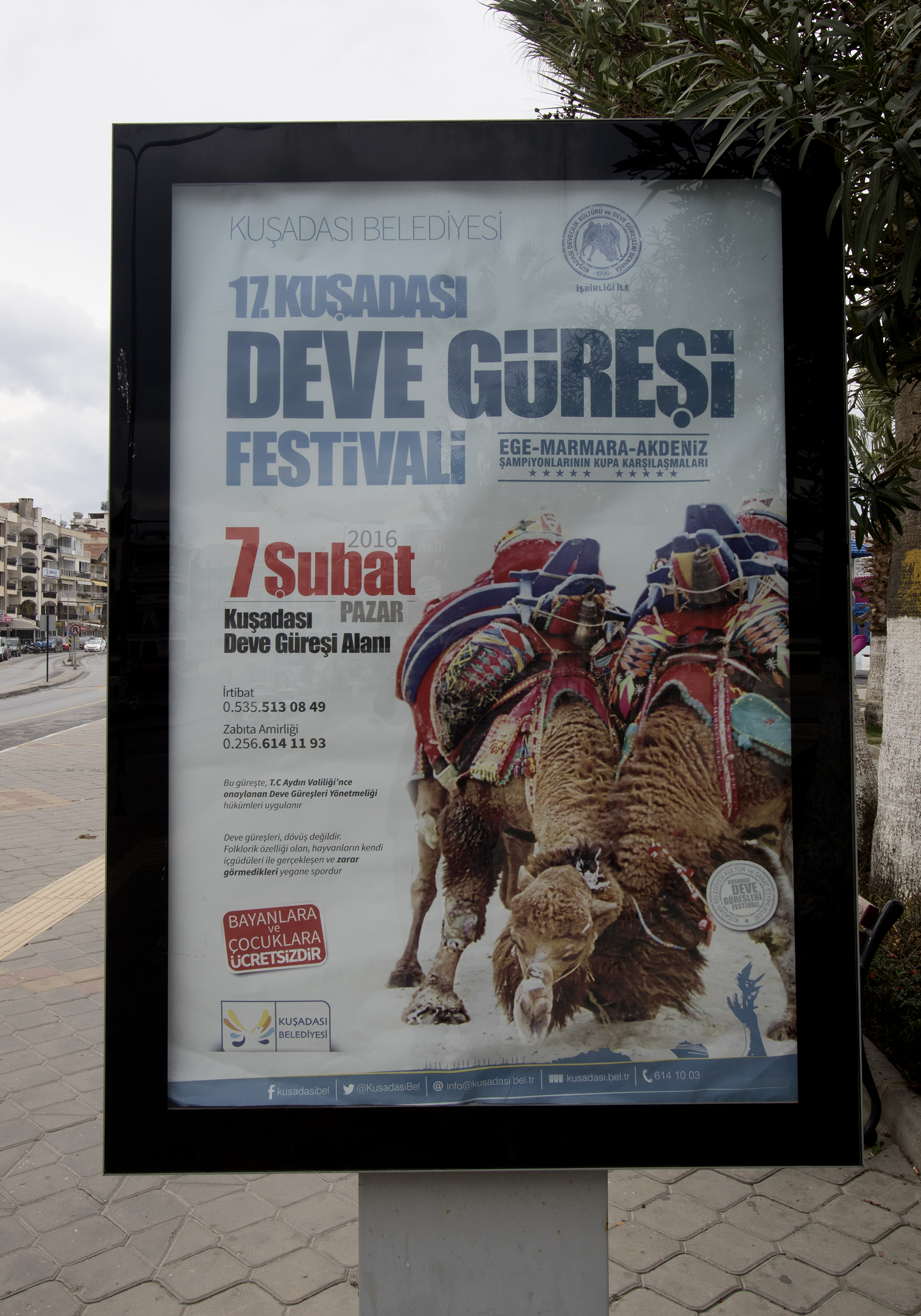
این تصویر، بیلبوردی را نشان می‌دهد که هفدهمین جشنواره‌ی کشتی شترها در کوش‌آداسی، آیدین، ترکیه را تبلیغ می‌کند؛ رویدادی فرهنگی که قدرت و استراتژی در شترها را به نمایش می‌گذارد.

با توجه به عامل محرک (شتر ماده)، رویداد کشتی شترها در فصل جفت‌گیری برگزار می‌شده است.  شترها با استفاده از گردن خود به عنوان اهرم، می‌کوشند تا حریف خود را مجبور به سقوط کنند. اگر شتر رقیب به زمین بیفتد یا از مبارزه فرار کند، شتر برنده اعلام می‌شود. بیشتر شترهای جنگی در ایران یا افغانستان پرورش داده می‌شوند. 
در تمام طول این مسابقات گاز گرفتن شترها ممنوع است و به همین دلیل، بر پوزهٔ شترها پوزه بند زده می‌شود. همچنین شترهای ماده حق شرکت در این مسابقه را ندارند. افرادی که شتربان هستند یا به اصطلاح به آن ها ساربان گفته می‌شود، شترهای خاصی را برای شرکت در این مسابقات انتخاب می‌کنند. شترهای یک کوهانه و دو کوهانه هر یک در یک دسته جدا از رده‌بندی مسابقات قرار می‌گیرند. بسیاری از شترهایی که برای مسابقه کشتی شترها در ترکیه انتخاب می‌شوند، به طور طبیعی در گله‌های شتر با دیگر شترها کشتی می‌گیرند و حس رقابت‌طلبی بیشتری دارند.
شترها گاهی می‌خواهند از میان جمعیت بگریزند که می تواند برای تماشاگران خطرناک باشد. در برخی مواقع دعوا بین صاحبان شتر نیز رخ می‌دهد.
حدود سی عدد جشنواره کشتی شترها، سالانه بین نوامبر تا مارس در منطقه اژه ترکیه برگزار می‌شود. حدود ۱۰۰ شتر در این این رویدادها با هم کشتی می‌گیرند که هرکدام حدود ده بار مسابقه می‌دهند. این رویدادها همیشه در ورزشگاه‌های فوتبال و ظرف ده دقیقه برگزار می‌شوند. در پایان فصل مسابقات معمولا یک جام حذفی میان شترهای پیروز هم برگزار می‌شود. بسیاری از گردشگران بین‌المللی برای تماشای این مسابقات به آناتولی غربی سفر می‌کنند.
چندین سازمان حقوق حیوانات از این عمل انتقاد کرده و آن را ظلم به حیوانات توصیف کرده‌اند. 